# Orlaja wielkokwiatowa
Orlaja wielkokwiatowa (Orlaya grandiflora) – gatunek rośliny zielnej z rodziny selerowatych. Występuje w południowej i południowo-wschodniej Europie. Roślina ta uprawiana jest jako ozdobna, także w Polsce. W Polsce nie jest znana z natury (także jako gatunek dziczejący).

## Morfologia

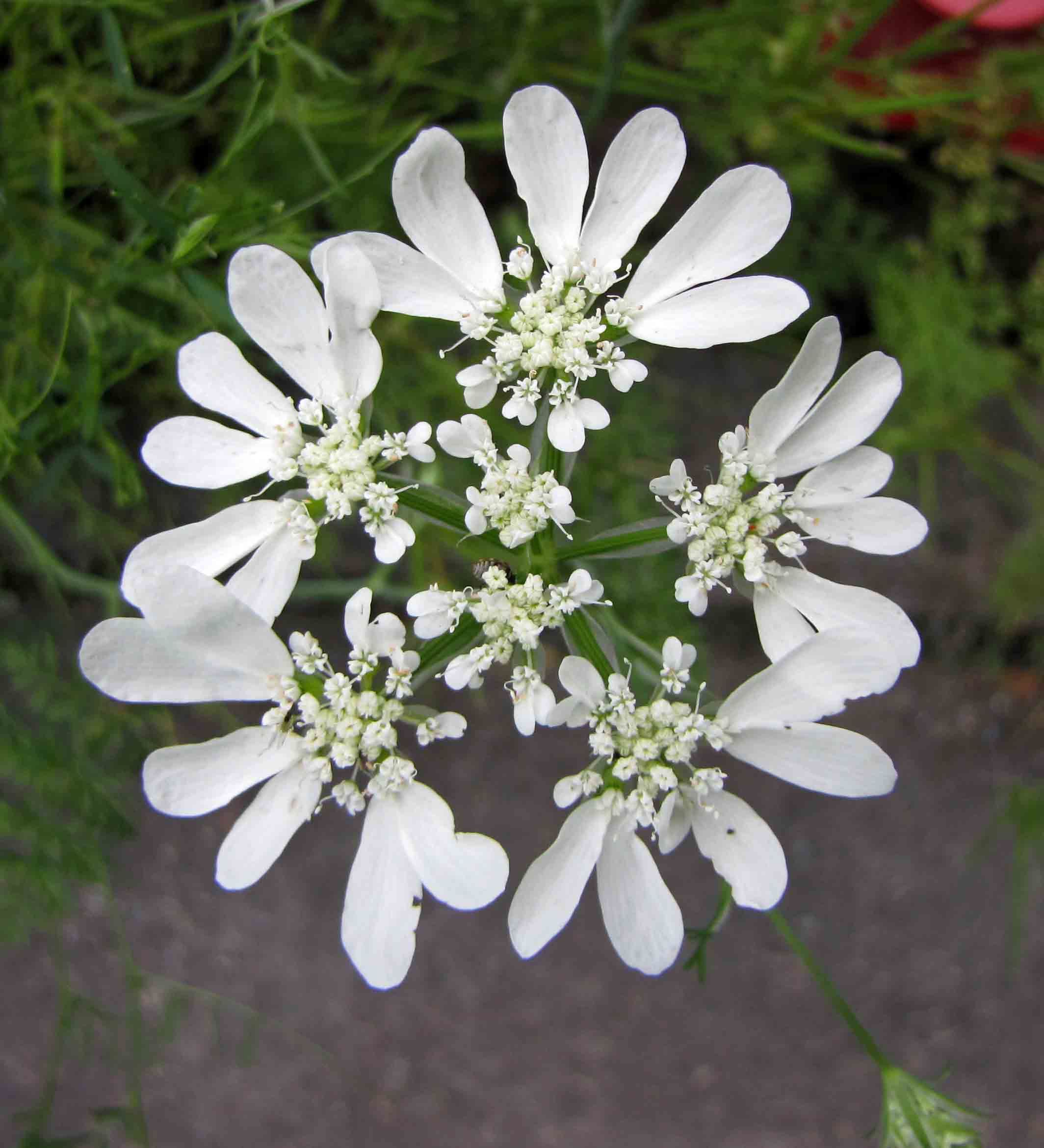
Kwiatostan

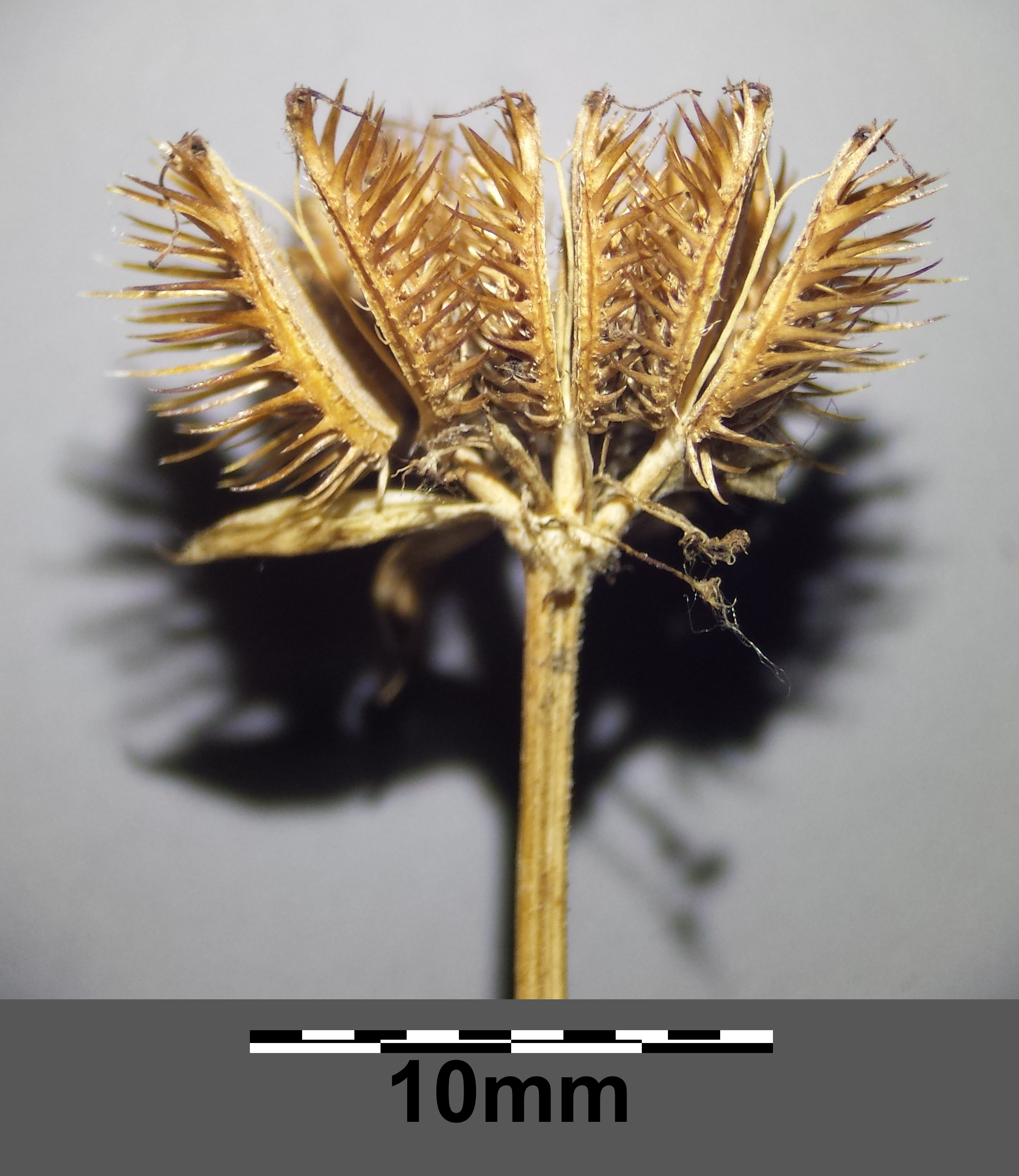
Owoce

PokrójRoślina zielna, jednoroczna, o wysokości 10–50 cm. Łodyga wzniesiona, kanciasta i naga; pojedyncza lub u góry rozgałęziona.
LiścieOdziomkowe, owalne lub trójkątne, od długości 5–15 cm, dwu- lub trójdzielnie pierzaste, o listkach równowąskich, zakończonych zaostrzonymi koniuszkami. Liście łodygowe całobrzegie albo pierzastodzielne, czasami także zredukowane do pojedynczej pochwy.
KwiatyZebrane w baldach złożony o 4–12 promieniach z 5 równowąskimi, lancetowatymi pokrywami. Kielich bez ząbków. Korona z pięcioma białymi płatkami; płatki kwiatów brzeżnych o długości 1–1,5 cm, głęboko podzielone na dwa płaty.
OwoceBrązowe, spłaszczone rozłupki, 5–7 mm długości, poza nagimi żebrami głównymi na żebrach dodatkowych ma rzędy kolców.

## Siedlisko i biologia
Rośnie na suchych murawach, kamienistych ugorach, polach zbóż, na glebach zawierających wapń; na wysokościach do 800 m n.p.m. Kwitnie od czerwca do sierpnia.